# Văn học tư liệu
Văn học tư liệu (tiếng Anh: documentary literature) là những tác phẩm văn xuôi nghệ thuật nghiên cứu các sự kiện lịch sử, các hiện tượng của đời sống xã hội bằng cách phân tích các tư liệu (từ tiếng La-tinh: documentum – chứng cớ, bằng cứ), tái hiện lại một phần hoặc toàn bộ các tư liệu ấy trong tác phẩm.
Nhờ sự phát triển của các phương tiện truyền thông (nhiếp ảnh, ấn loát, truyền thanh, điện ảnh, truyền hình), đã xuất hiện khả năng trình bày hiện thực ở dạng không cần tái tạo lại. Khả năng này mở ra những ngành nghệ thuật tư liệu, trước hết là điện ảnh tư liệu (bên cạnh điện ảnh diễn xuất), hoặc lối mô tả các sự kiện đời sống bằng cách trình bày các tài liệu, các bằng chứng.
Đặc điểm rõ rệt của các tác phẩm văn học tư liệu là sự hạn chế hư cấu, sáng tạo đến mức tối thiểu (bất cứ ức đoán thêm thắt nào cũng có thể bị xem là vu cáo, hoặc bằng chứng giả). Thay vào đó, nó sử dụng một sự tổng hợp nghệ thuật theo cách khác: chọn lựa những sự kiện xã hội tiêu biểu, đối chiếu mở rộng, phân tích tư liệu, lắp ghép (montage), dàn dựng các tư liệu,... Tác phẩm văn học tư liệu thường mang tính chất nghiên cứu, nó đưa ra một cách có phê phán những kết luận cũ, đề xuất một cách luận chứng mới, bổ sung hoặc bác bỏ các luận chứng trước đây.
Chất lượng mới trong việc lựa chọn sự kiện, sự đánh giá thẩm mỹ đối với các sự kiện được miêu tả, việc đặt các sự kiện đó trong viễn cảnh lịch sử tất cả những yếu tố này đã làm mở rộng tính chất thông tin của văn học tư liệu, khiến nó tách khỏi phạm vi của các thể tài báo chí (kí, ghi chép, biên niên, phóng sự,...), khỏi phạm vi của văn xuôi lịch sử (truyện lịch sử, tiểu thuyết lịch sử) để trở thành một bộ phận văn học có những ranh giới riêng. Về nội dung xúc cảm tư tưởng, văn học tư liệu gần với truyện kí và hồi kí văn học,nhưng nếu các thể loại này sử dụng các sự kiện một cách tự do, thì văn học tư liệu lại hướng một cách nghiêm ngặt vào tính xác thực, vào sự phân tích, nghiên cứu các tư liệu một cách toàn diện.
Mặc dù có mầm mống trong văn học thế kỷ trước, nhưng văn học tư liệu phát triển một cách mạnh mẽ từ sau thế chiến II (1939 – 1945) với một loạt tác phẩm viết về các sự kiện của cuộc chiến tranh này ở một loạt nền văn học các nước châu Âu. Loại sách danh nhân – được viết theo lối văn học là một dạng văn học tư liệu rất phổ biến. Thể loại “kịch tư liệu” cũng nảy sinh với những tác phẩm của L. Ma-liu-ghin, M. Sa-to-rốp (Nga), P. Vai-xơ, H.M. En-den-xbéc-gơ (Đức), E. Ben-thơ-li (Mỹ),...